# Падулі
Падулі (італ. Paduli) — муніципалітет в Італії, у регіоні Кампанія,  провінція Беневенто.
Падулі розташоване на відстані близько 220 км на схід від Рима, 65 км на північний схід від Неаполя, 10 км на північний схід від Беневенто.
Населення — 4000 осіб (2014).
Щорічний фестиваль відбувається 6 грудня. Покровитель — святий Миколай.

## Демографія
Населення за роками:

Станом на 1 січня 2023 року в муніципалітеті офіційно проживали 64 іноземці з 11 країн, серед них 47 громадян країн Євросоюзу та 4 громадяни України.

## Сусідні муніципалітети
- Апіче
- Беневенто
- Буональберго
- Паго-Веяно
- П'єтрельчина
- Сан-Джорджо-дель-Санніо
- Сан-Джорджо-Ла-Молара
- Сан-Нікола-Манфреді
- Сант'Арканджело-Тримонте